# Stevo Žigon
Štefan "Stevo" Žigon (Ljubljana, 8. prosinca 1926. – Beograd, 28. prosinca 2005.) bio je slovensko-srbijanski kazališni i filmski glumac i pisac.

## Životopis
Kao mlad čovjek dvije godine je proveo u zloglasnom koncentracijskom logoru Dachau, gdje je i naučio njemački jezik. Zbog znanja jezika i poznavanja mentaliteta često je kasnije igrao uloge, ciničnih i hladnih, njemačkih časnika.
Studirao je glumu u Ljubljani i Lenjingradu. Diplomirao je 1952. u izvanrednoj klasi Akademije za kazališnu umjetnost u Beogradu. Na Fakultetu dramskih umjetnosti je bio jedan od prvih asistenata, prilikom njegovog osnivanja 1949. Prijelomni trenuci njegove umjetničke karijere vezani su za Bojana Stupicu, koji je doprinio njegovom angažmanu na filmu i režiji. Tijekom godina, sve manje glumi u Jugoslavenskom dramskom kazalištu i Ateljeu 212, a sve više se okreće režiji. Na filmu debitira 1950. dvijema malim ulogama. Kao najbolje dvije uloge izdvaja se ona novinara u filmu Oksigen (M. Klopčić, 1970.) za koju je na festivalu u Puli nagrađen Zlatnom arenom, kao i onu u filmu Rondo (Z. Berković, 1966.). Zapaženo glumi i na televiziji (npr. TV-serije Otpisani i Povratak otpisanih) te u kratkim igranim filmovima (npr. N.Stojanovića).
Godine 1968. za vrijeme lipanjskih studentskih demonstracija u Beogradu, njegova pojava u dvorištu filozofskog fakulteta i njegov nastup s insertom iz kazališnog komada Dantonova smrt gdje je igrao poštenog, beskompromisnog i surovog Robespierra s njegovim govorom na suđenju Dantonu, izazvala je oduševjenje studenata koji su ga slušali i gledali.
Po ideološkom opredeljenju se izjašnjavao kao komunist. Kategorično je branio ideje ateizma.
Njegova supruga Jelena i kćerka Ivana također su bile poznate glumice. Imao je i sina Nikolu. Preminuo je 28. prosinca 2005. godine u Beogradu.

## Filmografija

### Filmske uloge
- „Novinar” kao Tomac (1979.)
- „Okupacija u 26 slika” kao Hubicka (1978.)
- „Valter brani Sarajevo” kao dr. Sreten Mišković (1972.)
- „Putovanje na mjesto nesreće” kao doktor Nikola "Nino" Sandić (1971.)
- „Rondo” kao Mladen Bakran (1966.)